# Tordaegres
Tordaegres románul: Livada, falu Romániában, Erdélyben, Kolozs megyében.

## Fekvése
Tordától nyugatra fekvő település.

## Története

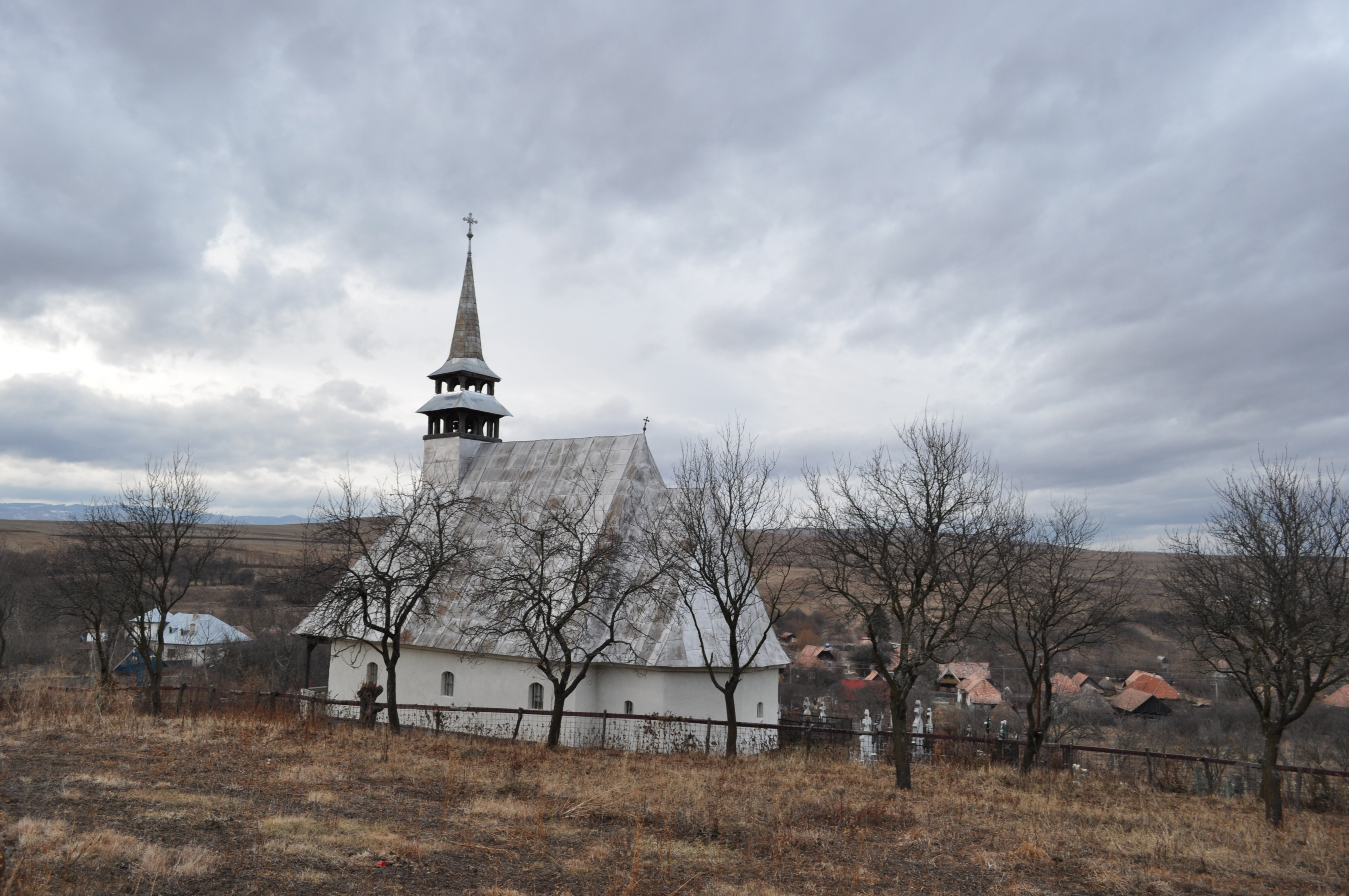
Tordaegres görögkatolikus temploma

Tordaegres, Egres nevét 1310-ben említette először oklevél Egres néven.
Későbbi névváltozatai: 1440 körül p. Alsoegres, Felsewegres, 1484-ben pr. Olahegres et Magyaregres, 1504, 1505-ben Puztha Egres, 1750-ben Stopj, 1760–1762 között Puszta Egres, 1808-ban Egres (Puszta-), 1913-ban Tordaegres.
1504, 1505-ben Puztha Egres Peterdi Fancsika, Indali, Indali Bonta, Indali Szurda, Peterdi, Szilvási Czezeliczki, Elekesi, Egresi, Egresi Székely és más birtokosé volt.
1440-ben már két Egres nevű település: Also Egres-en Alsoegres, Felsewegres is állt egymás közelében. Ekkor Alsóegres a Koppándiak részbirtoka, Felsewegresen pedig Szentmártoni Császári Mihály Alsoegres-i Balázs leánya Skolasztika és Alsoegres-i Antal leánykája: Lúcia nevében is – tiltotta a királyt és a királynét, hogy az említett Antal Alsoegresi birtokrészét eladományozza. 1443-ban az Indaliak tiltották Indali Pétert n. Bonta László Egres-i részei bitorlásától.
1449-ben Fewlsewegres-i Tamás fia Jánost, AlsoEgres-i Demetert említették.
A trianoni békeszerződés előtt Torda-Aranyos vármegye Alsójárai járásához tartozott.
1910-ben 663 lakosából 651 román volt. Ebből 628 görögkatolikus, 31 görögkeleti ortodox volt.

## Források

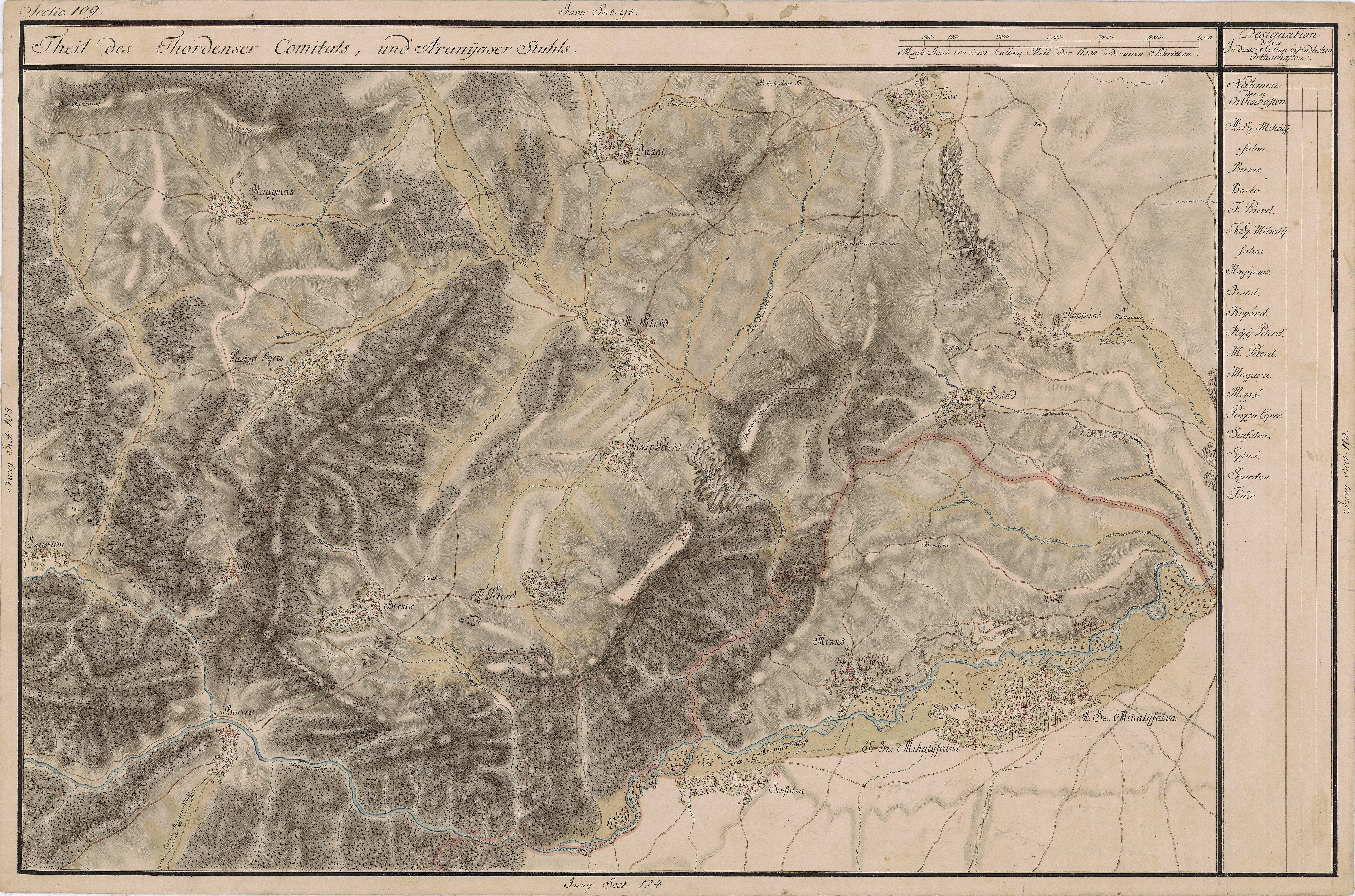
Tordaegres egy régi térképen

## Galéria

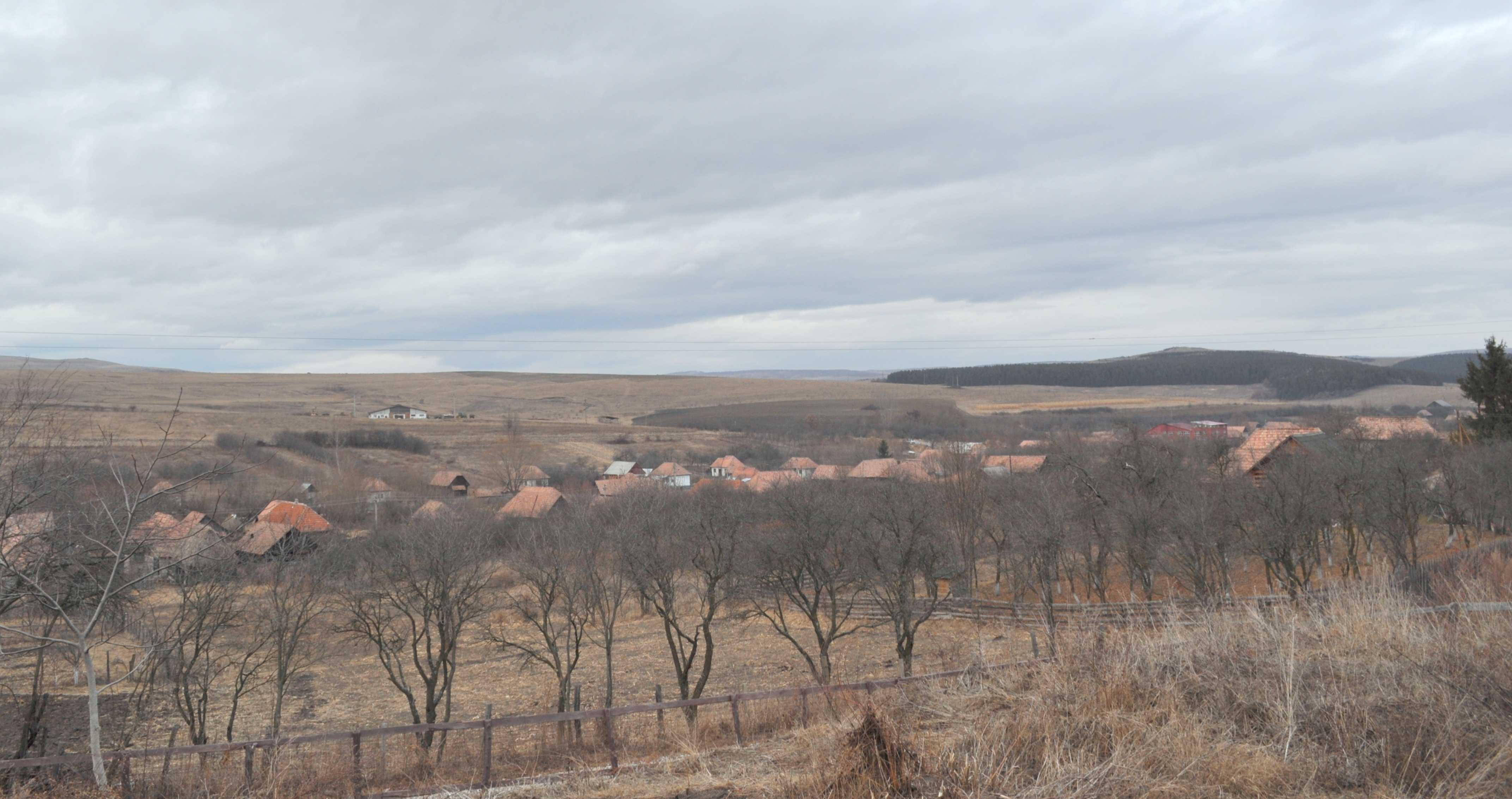
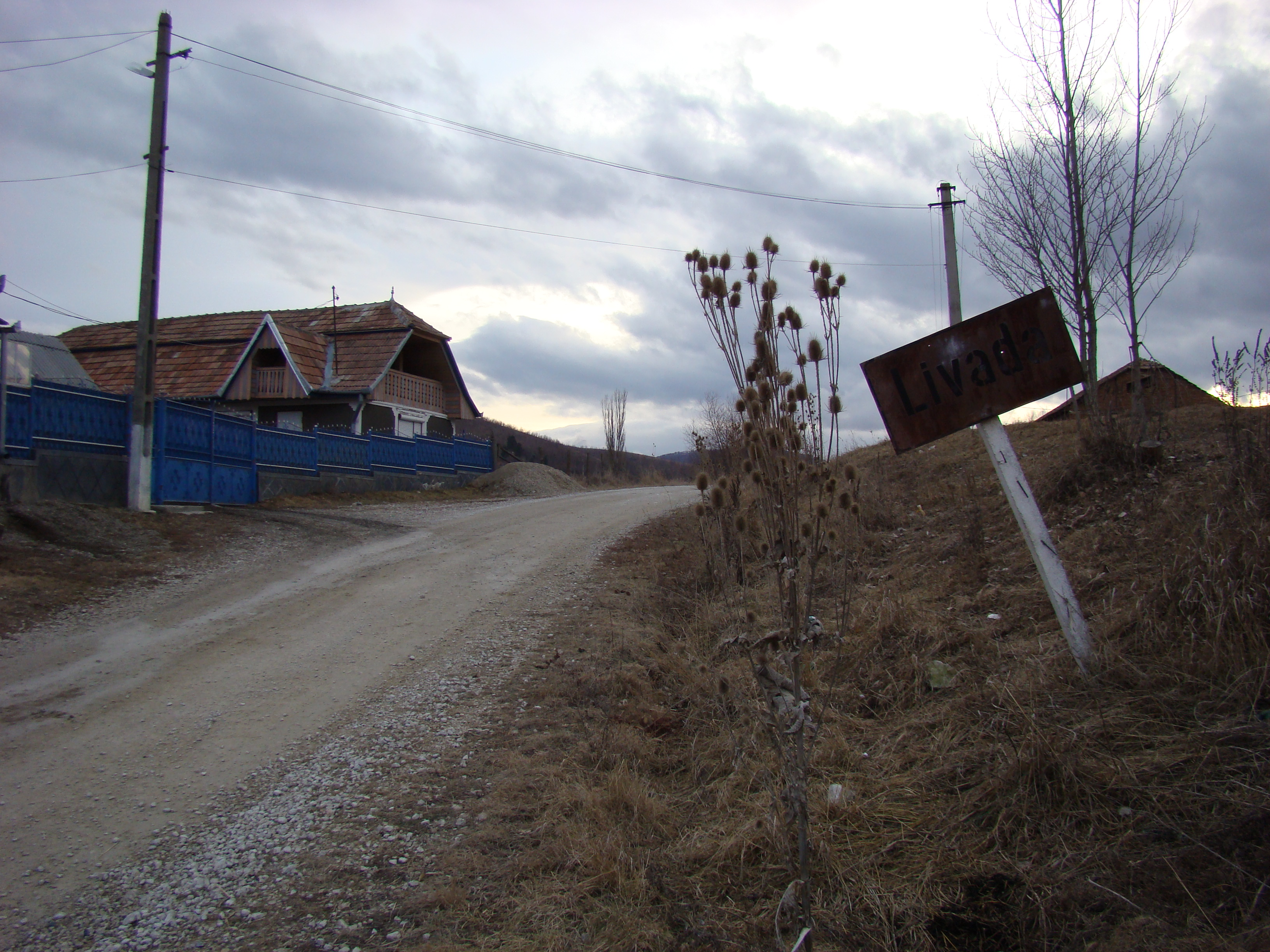
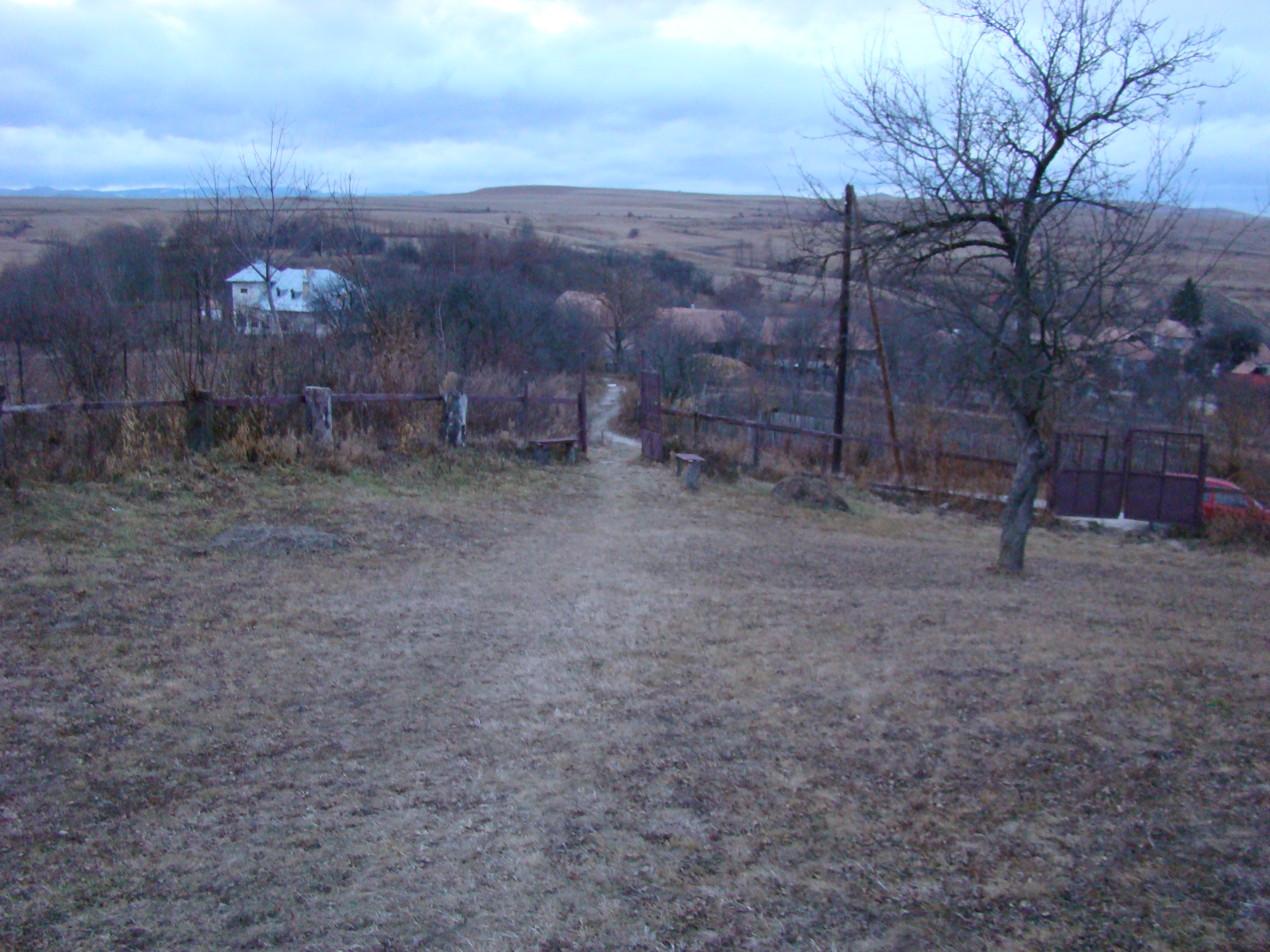
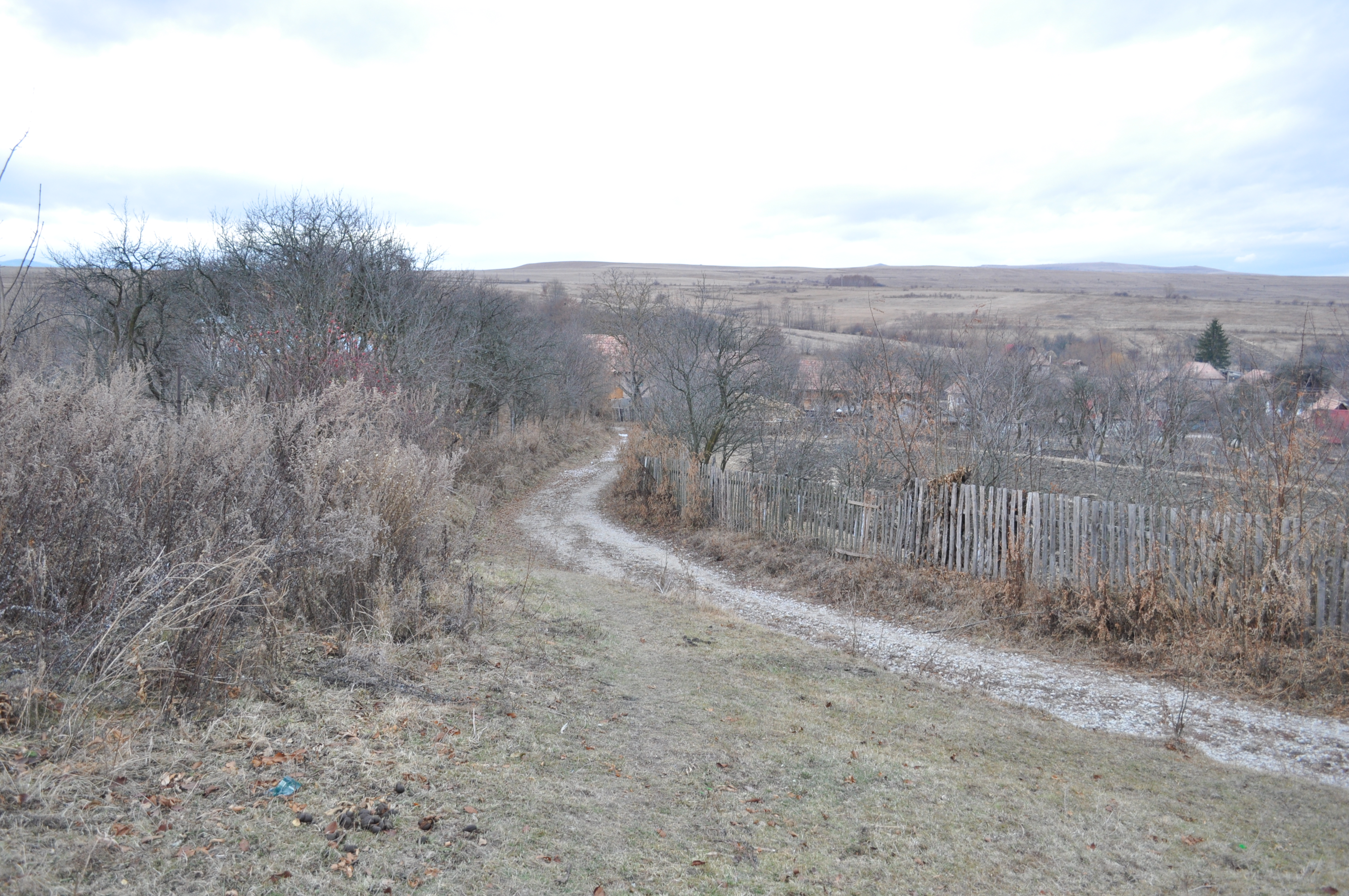
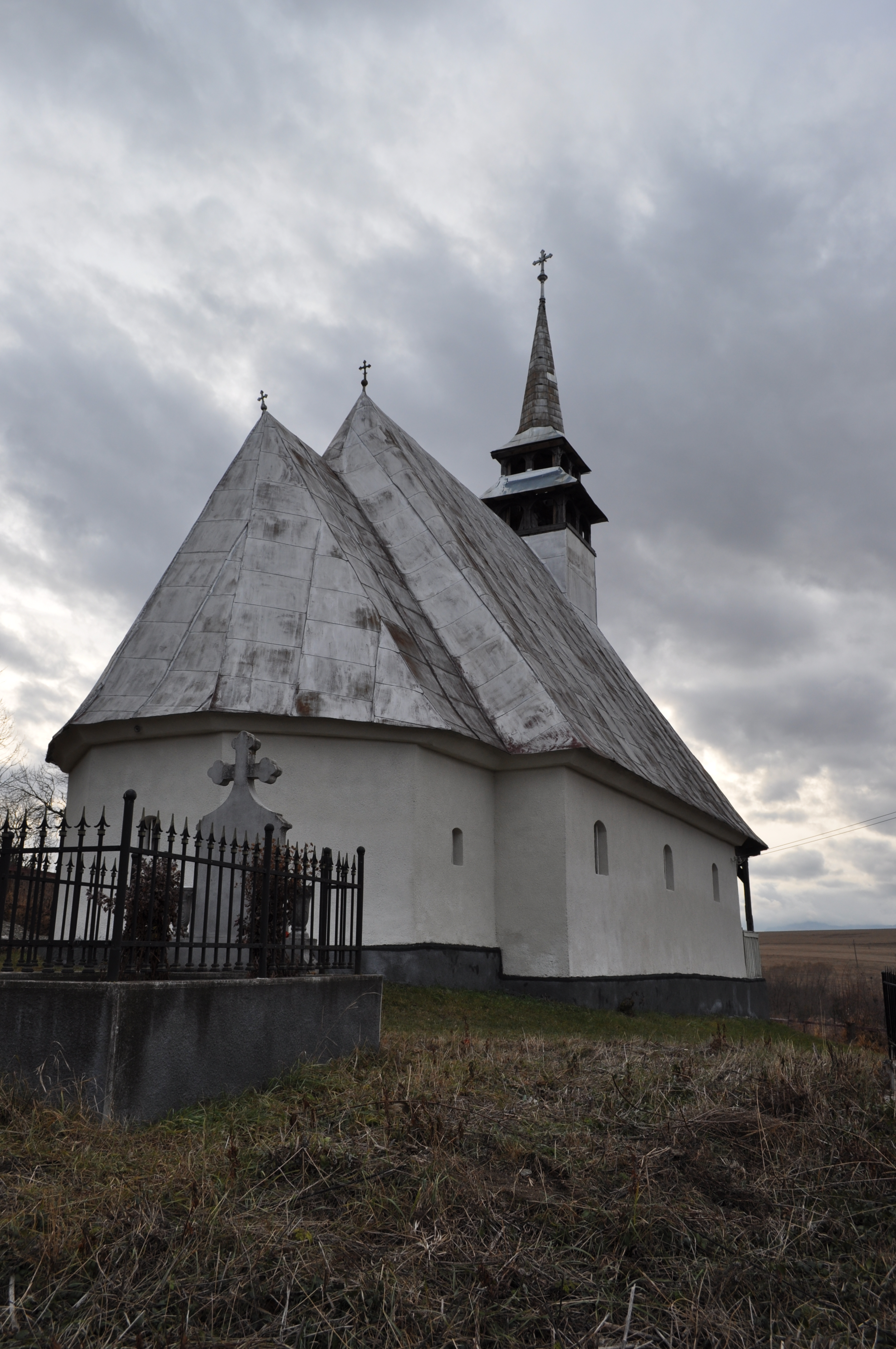
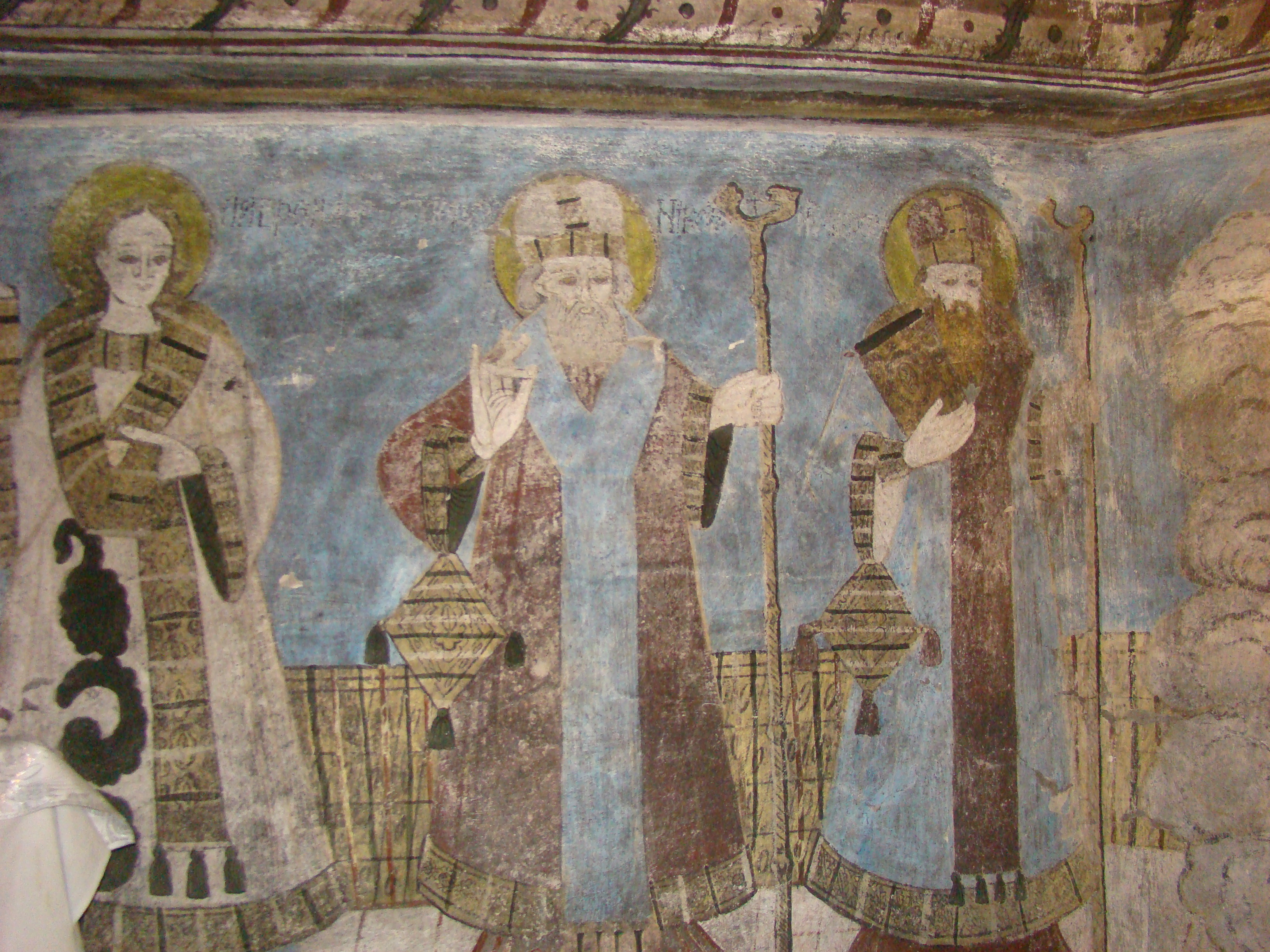
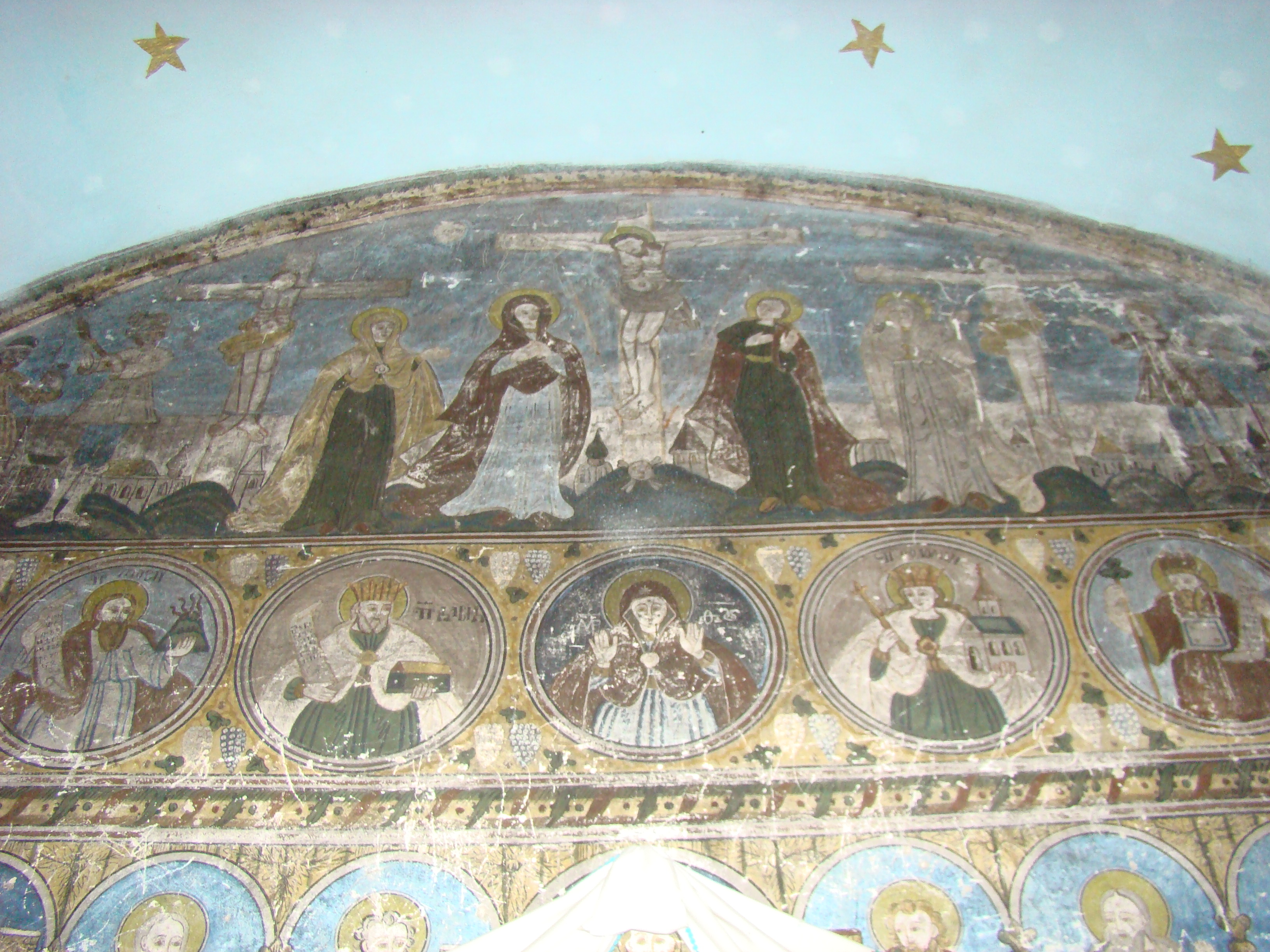
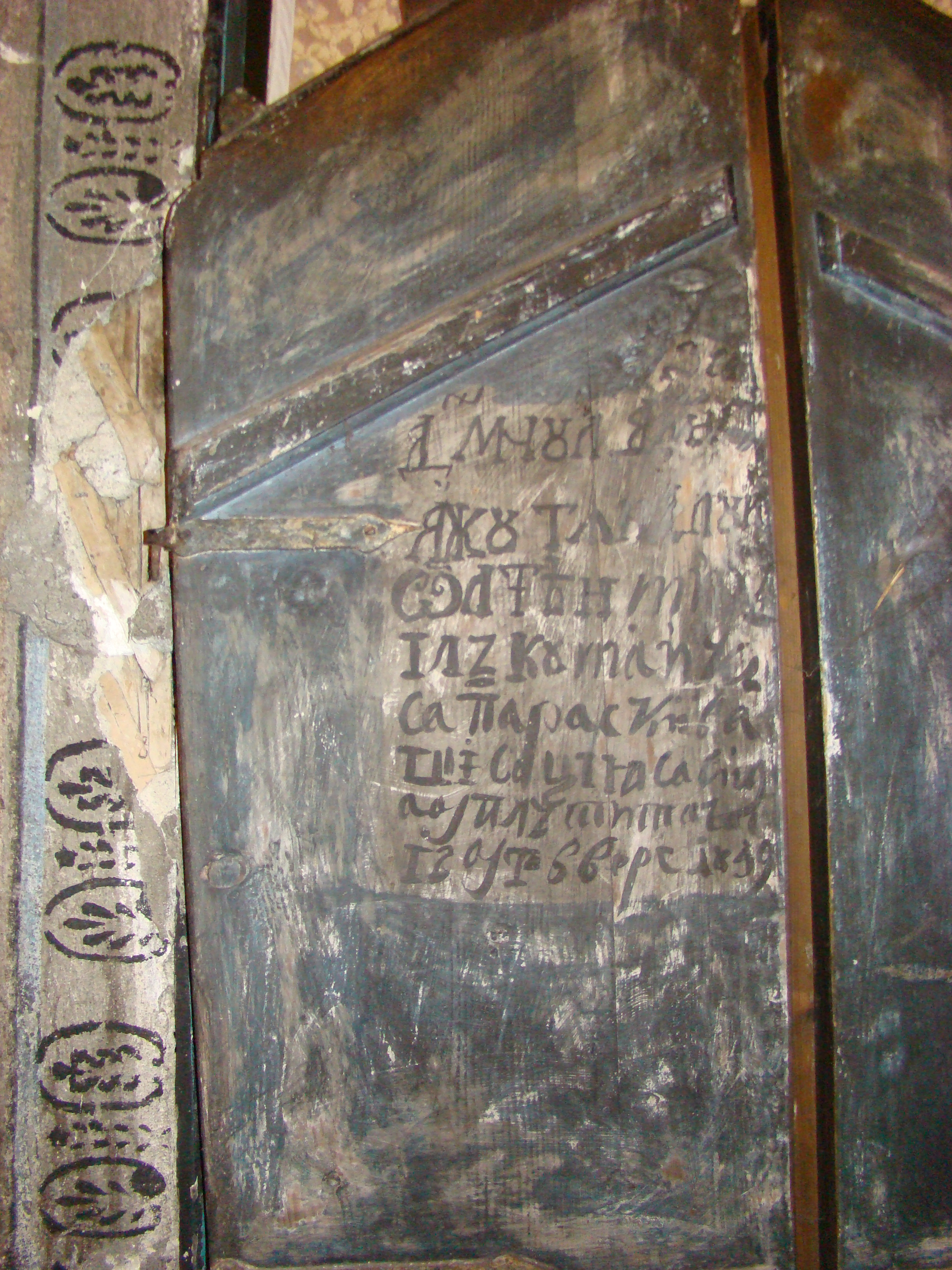

## Nevezetességek
- Görögkatolikus temploma